# الحث الاصطناعي للمناعة
الحث الاصطناعي للمناعة هو عملية حث للمناعة لمواجهة أمراض محددة، بحيث تتحفز مناعة الإنسان لمرض ما بطرق أخرى بدلاً من انتظار اصابتهم بذلك المرض. والهدف من هذه العملية هو الحد من خطر الموت والمعاناة.
إن المناعة ضد الإصابات والعدوى التي من الممكن أن تسبب أمراضاً خطيرة مفيدة عموماً. منذ أن قدم لوي باستير دعماً لنظرية جرثومية المرض للأمراض المعدية، تعمل جهات مختصة كاليونسيف على زيادة «المناعة المستحاثة» ضد طائفة واسعة من الأمراض لمنع المخاطر المرتبطة بها.